# Клинтон, Джордж (адмирал)
Джордж Клинтон (англ. George Clinton; 1686 — 10 июля 1761) — британский военачальник и политик, который по протекции своего покровителя, герцога Ньюкасла, служил капитаном различных кораблей в 1720-е годы. Он стал губернатором Ньюфаундленда (1731), затем комоддором и главнокомандующим британского Средиземноморского флота, а в 1741 году был назначен колониальным губернатором Нью-Йорка и на этом посту командовал войсками колонии во время Войны короля Георга.  1754 году он стал членом парламента, а в 1757 году получил звание Адмирала флота.